# Amauris infernalis
Amauris infernalis är en fjärilsart som beskrevs av Embrik Strand 1912. Amauris infernalis ingår i släktet Amauris och familjen praktfjärilar. Inga underarter finns listade i Catalogue of Life.